# Semipresidencialismo no Brasil

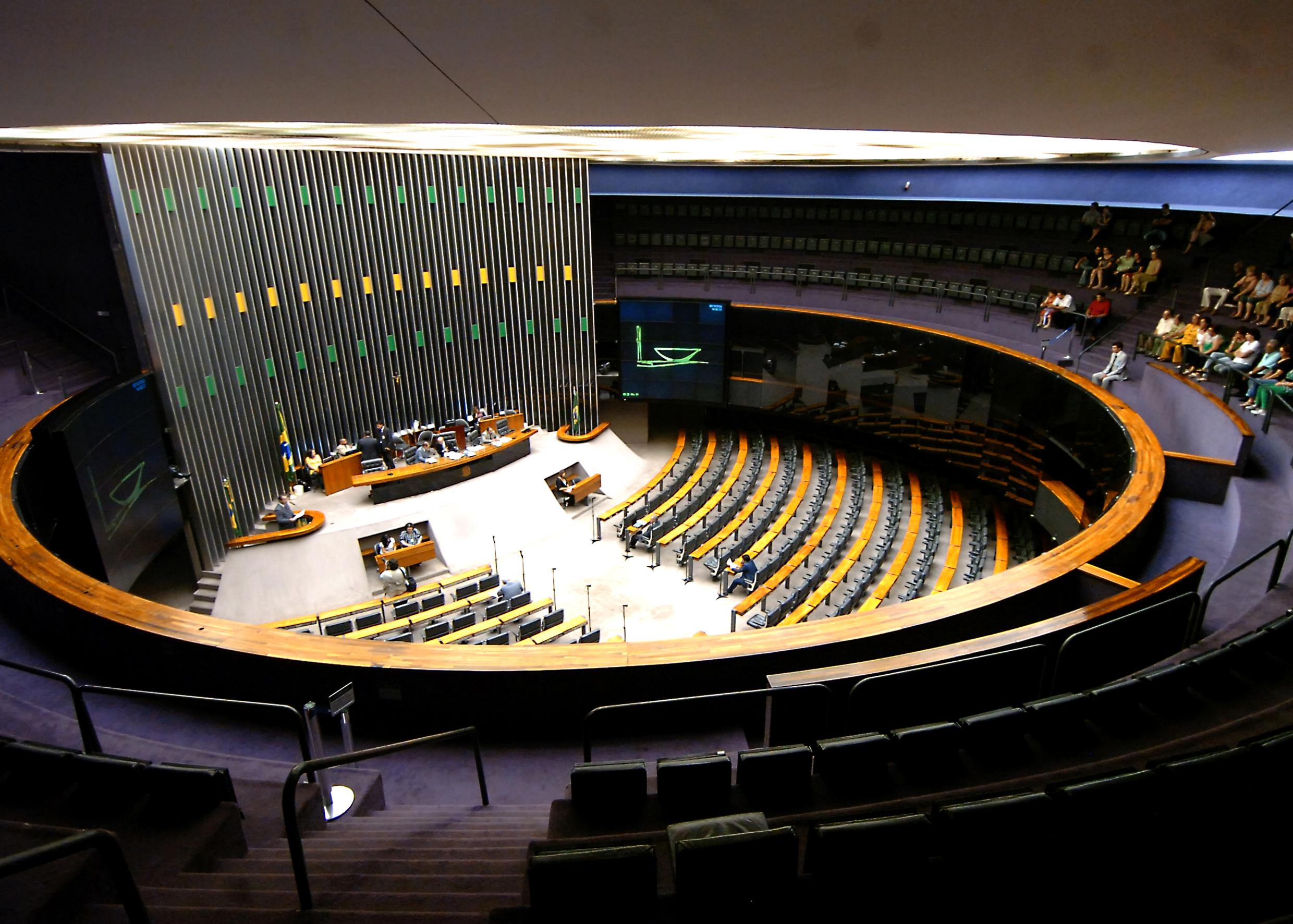
A Câmara dos Deputados do Brasil (2012), centro dos debates a respeito do semipresidencialismo no país.

O semipresidencialismo no Brasil constitui um conjunto de ideias, correntes e movimentos que visam à adoção do sistema semipresidencialista de governo no país.

## Sistema
O semipresidencialismo é um sistema de governo em que o Presidente da República partilha o Poder Executivo com um primeiro-ministro, sendo este responsável perante o Poder Legislativo. Ele difere do parlamentarismo na medida em que tem um Chefe de Estado eleito diretamente pela população e que é mais do que uma figura puramente cerimonial. O modelo, surgido inicialmente na Alemanha (1919-1933) e na Finlândia (1919-2000), é conhecido por ser o sistema de governo atual da França, de Portugal e da Rússia.

## Histórico
Embora o Brasil tenha uma longa tradição de debates em torno do parlamentarismo, remontando aos tempos do Império, o debate a respeito do semipresidencialismo no cenário político nacional é relativamente recente, tendo seu início, de fato, na crise política que levou ao impeachment da então presidenta da República Dilma Rousseff, período no qual o Poder Legislativo ganhou maior destaque na política nacional.

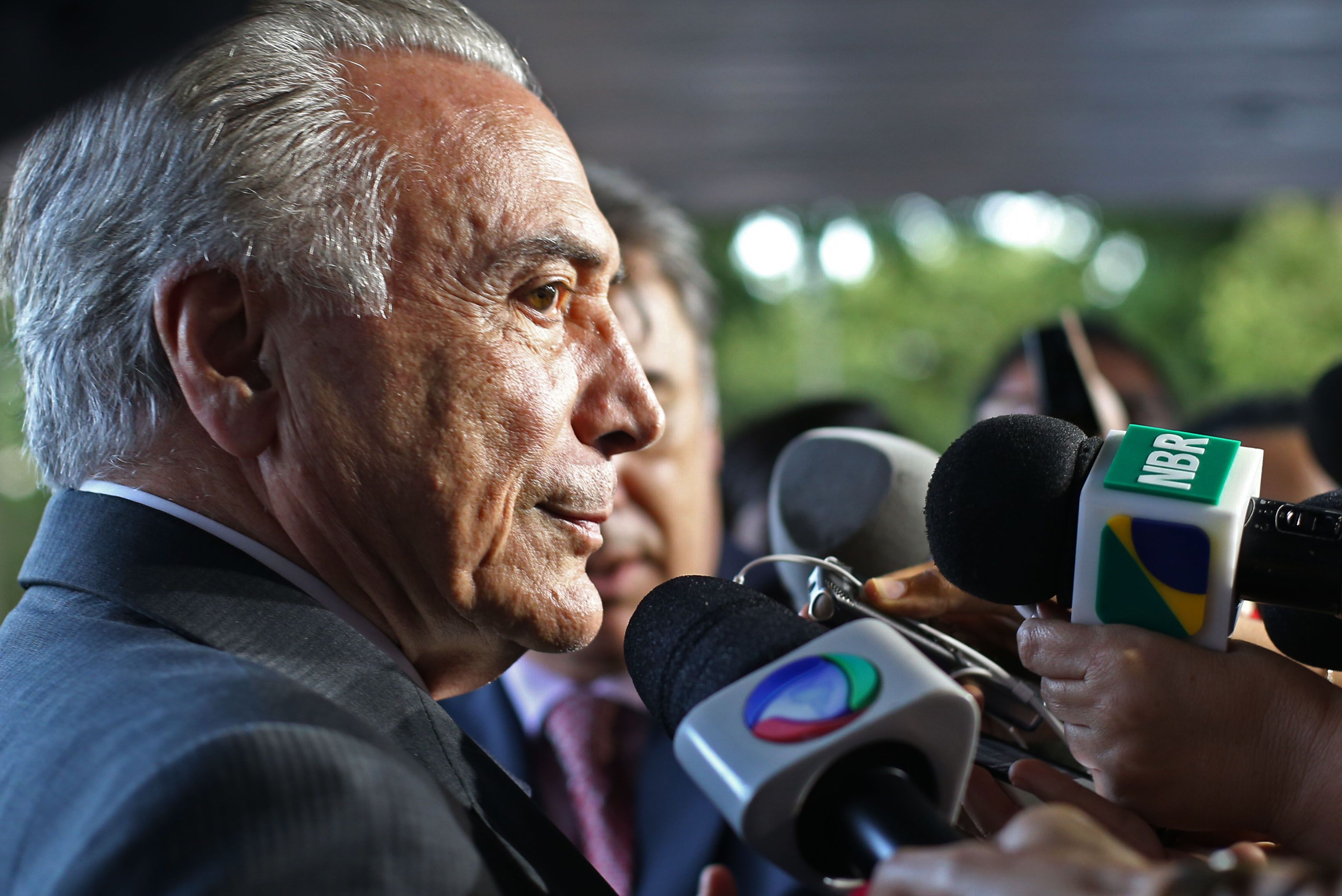
Michel Temer (MDB), ex-presidente da República e um dos principais defensores do semipresidencialismo no Brasil.

Ainda na década de 1990, autores como Miguel Reale defenderam o semipresidencialismo através da academia e da imprensa, enquanto alguns parlamentares já articulavam a possível adoção desse sistema no Brasil. No contexto do "escândalo do mensalão", em 2005, o sistema semipresidencialista também ganhou destaque como uma possível solução para a crise. Na ocasião, o modelo também foi defendido por Luís Roberto Barroso, ministro do Supremo Tribunal Federal (STF) e autor de um trabalho acadêmico sobre o tema. Em 2007, Rubens Beçak, jurista e professor da Universidade de São Paulo (USP), escreveu tese a respeito da hipertrofia do Poder Executivo brasileiro e da necessidade de reformas que levassem a algum tipo de sistema de governo alternativo, entre eles o semipresidencialismo.
Contudo, foi a partir da década de 2010 que o debate ganhou força de fato no cenário político brasileiro. Em 2015, o então deputado Bonifácio de Andrada, do Partido da Social Democracia Brasileira (PSDB), organizou a formação da "Frente Parlamentar Mista em Defesa do Presidencialismo Participativo", composta por 213 membros e cujo objetivo era a passagem gradual do presidencialismo para um sistema mais próximo do parlamentarismo, através de reformas administrativas, eleitorais e partidárias. Na ocasião, o então vice-presidente da República Michel Temer, do Movimento Democrático Brasileiro (MDB), defendeu a iniciativa e o debate em torno do semipresidencialismo em um evento em São Paulo, chamando o sistema, na ocasião, de “semiparlamentarismo”. Em 2017, o mesmo deputado Bonifácio de Andrada (PSDB) protocolou a Proposta de Emenda à Constituição (PEC) 309/2017 na Câmara dos Deputados, visando à alteração de uma série de dispositivos do Poder Executivo. Embora não fosse nomeadamente semipresidencialista, a PEC se aproximava muito desse sistema, sendo considerada a primeira iniciativa do tipo no Brasil. A proposta chegou a ser analisada pelo STF em 2018, mas acabou por ser arquivada a pedido do próprio autor.

## Atualidade
Em 2020, Gilmar Mendes, ministro do STF, defendeu a adoção do semipresidencialismo, defesa que o mesmo já havia feito no Senado em 2017, mas destacando, à época, não haver necessidade de um plebiscito para tal alteração, afirmação que gerou polêmica na ocasião. A partir de 2021, o debate em torno do semipresidencialismo passou a ser defendido de forma incisiva pelo então presidente da Câmara dos Deputados Arthur Lira, do Progressistas (PP). No ano seguinte, Lira apoiou uma iniciativa do então deputado Samuel Moreira (PSDB) em relação ao tema, criando um Grupo de Trabalho (GT) para debater a adoção do semipresidencialismo no Brasil. Entre os participantes e convidados estavam o ex-presidente Michel Temer (MDB), os cientistas políticos Bolívar Lamounier e Roberto Mangabeira Unger, além de outros acadêmicos e políticos de destaque. Embora não tenha apresentado efeitos práticos imediatos, a comissão fez avançar o debate no parlamento brasileiro.
Entre 2023 e 2024, no contexto da crise do chamado “orçamento secreto”, o tema voltou a ser defendido na imprensa por Michel Temer (MDB), além de figuras como Marcos Pereira, então deputado e presidente nacional do Republicanos. Em fevereiro de 2025, o novo presidente da Câmara dos Deputados, o deputado Hugo Motta (Republicanos), defendeu o debate a respeito da adoção do parlamentarismo no Brasil. A fala gerou repercussões na Câmara, levando o deputado Luiz Carlos Hauly do Podemos (PODE) a protocolar a PEC 2/25, visando à adoção do semipresidencialismo no Brasil. A proposta, apelidada pelo autor de "PEC da independência do Parlamento brasileiro, depois de 136 anos de presidencialismo imperial", foi encaminhada para a Comissão de Constituição e Justiça e de Cidadania para que seja avaliada quanto a sua legalidade, juridicidade e constitucionalidade. No mesmo período, Michel Temer (MDB), em entrevista à CNN Brasil, defendeu novamente a mudança do sistema de governo, mas somente para o ano de 2030 e prevendo um referendo após a aprovação parlamentar, criticando o Poder Executivo brasileiro por supostamente não aceitar a divisão de suas atribuições. Defesa semelhante foi feita novamente por Luís Roberto Barroso, ministro do STF, argumentando que, combinado ao voto distrital, o semipresidencialismo poderia trazer "bons frutos" ao Brasil.